# نصب تاراس شيفتشينكو
نصب تاراس شيفتشينكو التذكاري (بالروسية: Памятник Гастелло) هو نصب تذكاري مُخصّص للقائد والشاعر الأوكراني تاراس شيفتشينكو.
تم بناء النصب التذكاري وفقًا لقرار مجلس وزراء جمهورية أوكرانيا الاشتراكية السوفيتية في 25 ديسمبر 1953 وتم تثبيته في 8 سبتمبر 1955.
قبل تثبيت نصب لينين في عام 1967 في ميدان لينين، كان يعتبر النصب الرئيسي لدونيتسك.
تم تصوير النصب التذكاري لشيفتشينكو في دونيتسك على عدة ظروف بريدية للاتحاد السوفيتي سنوات 1964 ،1977 ، 1980  و1982.